# Le onde del Danubio
Le onde del Danubio (in romeno Valurile Dunării; in tedesco Donauwellen) è un celebre valzer di Iosif Ivanovici, pubblicato per la prima volta nel 1880. Il brano ha goduto a lungo di grande successo, fin dalla prima esecuzione all'Esposizione universale di Parigi del 1889. In Romania la composizione è anche nota come Barca pe valuri, dal verso iniziale del testo composto da Carol Scrob; negli Stati Uniti è conosciuta come The Anniversary Song, titolo dell'adattamento registrato da Al Jolson e Saul Chaplin nel 1946.

## Storia
Pubblicato nel 1880 dall'editore Constantin Gebauer, con una dedica alla moglie Emma, nel 1886 il valzer ebbe una nuova orchestrazione per opera del compositore francese Émile Waldteufel, e in questa versione fu presentato all'Esposizione universale tre anni più tardi, quando fu scelto per rappresentare l'evento tra 116 brani di celebri autori.
Un testo fu composto dal poeta romeno Carol Scrob, e in seguito modificato in molte varianti, una delle quali, firmata da Aurel Felea, fu portata al successo da Corina Chiriac; lo stesso Felea scrisse anche un'altra nota variante del tutto indipendente dall'originale.

## Cover
Oltre a The Anniversary Song di Jolson e Chaplin (1946), il valzer ha avuto, tra le altre, una versione coreana interpretata da Yun Sim-deok e nota come Salmo della morte (1926), e una yiddish di Chaim Tauber, con arrangiamento di Henry Lefkowitch, intitolata Der Chasene Waltz (1947). Tra gli interpreti si ricordano i cantanti Dinah Shore, Frank Sinatra, Bing Crosby, Rosemary Clooney, Mitch Miller e Andy Williams, Jim Capaldi, il violinista Guy Lombardo, il cantante e sassofonista Tex Beneke, il clarinettista Artie Shaw, il chitarrista Django Reinhardt. Il gruppo beat giapponese Takeshi Terauchi & The Bunnys ne ha inserita una reinterpretazione in chiave beat, condita di elementi tradizionali nipponici, all'interno del loro album del 1967 Let's Go Classic!.